# Albert-Einstein-Grund- und Realschule plus Ludwigshafen
Die Albert-Einstein-Grund- und Realschule plus (bis 2011: Staatliche Kopernikus-Realschule) ist eine organisatorisch verbundene Grund- und Realschule plus in kooperativer Form. Sie steht im Stadtteil Ludwigshafen-Friesenheim. Das heutige Schulgebäude für die Sekundarstufen I stammt aus dem Jahr 1908 und wurde 1913 erweitert, es befindet sich in der Leuschnerstraße 131 und steht inzwischen unter Denkmalschutz.

## Geschichte der Schuleinrichtung
Zu Beginn des 20. Jahrhunderts wuchs die Bevölkerung der Stadt Ludwigshafen schnell an und im Zusammenhang damit war der Bau eines Schulhauses notwendig. Nachdem die Stadt ein repräsentatives Bauwerk des Architekten Karl Wiener errichten ließ,
Als der Zweite Weltkrieg ausbrach, wurde aus der Schule ein Militärkrankenhaus. Fotos aus dieser Zeit bestätigen, dass in den heutigen Klassenzimmern früher Soldaten mit leichten und schweren Verletzungen lagen.
Nach dem Krieg wurde aus dem Krankenhaus wieder eine Schule, damals noch die Pestalozzi-Grund- und Hauptschule.
Später wurde die Schule in Rupprecht-Schule umbenannt. Ende der 1980er Jahre tauschte die Kopernikus-Realschule ihr Gebäude in der Virchowstraße mit der Hauptschule der Rupprecht-Schule. Grund waren die fallenden Schülerzahlen der Realschule (Anfang der 1980er Jahre schnell von etwa 1200 auf unter 600 fallend) und die stark steigenden Schülerzahlen der Hauptschule. Die Grundschüler der Rupprecht-Schule blieben im bisherigen Gebäude. Die Grundschüler waren im westlichen Flügel, die Realschüler im Hauptteil und im Ostflügel untergebracht. Eine äußere räumliche Trennung war aufgrund der beiden Eingänge möglich (getrennte Beschilderung der beiden Schulformen), innen gab es keine Trennung. Die Schulorganisation war vollständig getrennt. Die Grundschule wurde von der Virchowstraße aus mitbetreut.
In den 1970er Jahren wurden einige Klassenzimmer der Rupprecht-Schule vom Max-Planck-Gymnasium genutzt. Grund waren auch hier stark steigende Schülerzahlen. Von den Schülern wurden diese Räume „Annex“ genannt.
Im Keller der Rupprecht-Schule war bis in die 1980er Jahre noch ein Volksbad untergebracht. Es war bis Anfang der 1970er Jahre in Betrieb. Später übernahm ein Schachclub einen Teil dieser Räume. Die Wasserbecken wurden stillgelegt.
Nachdem im Jahr 2011 die Realschule plus eingeführt wurde, erhielt die Kopernikus-Realschule einen neuen Namen und wurde organisatorisch mit der Wilhelm-Leuschner-Schule (ehem. Grund- und Hauptschule) verbunden.
Der Rat der Stadt Ludwigshafen am Rhein vergab am 15. April 2019 dem Schulgebäude den Namen Albert-Einstein-Grund- und Realschule plus Ludwigshafen. Die Schulgemeinschaft wünschte sich einen einheitlichen Namen, um die Verbundenheit nach außen zu zeigen und einer vermeintlichen Trennung zwischen den Schülerinnen und Schülern der ehemaligen Hauptschule und der ehemaligen Realschule entgegenzutreten.

## Geschichte des Schulgebäudes
Im Jahr 1907 hatte die Stadt Ludwigshafen einen Architekturwettbewerb um die Gestaltung eines Schulneubaus durchgeführt. Der Siegerentwurf des Architekten Karl Wiener, ein dreietagiges Bauwerk im damals angesagten Jugendstil wurde 1908 eingeweiht. Die stehende Dreiflügelanlage weist einen H-förmigem Grundriss auf und ist mit einem Walmdach abgeschlossen. Neben deutlichen Jugendstilelementen sind auch klassizistische Motive an der Fassade zu sehen. Die Fassaden sind mit weißem Putz versehen, Tür- und Fensterrahmungen sind mit roten Backsteinrahmungen abgesetzt. Die Fenster sind in Zweiergruppen angeordnet.

## Bekannte Schüler
- Helmut Kohl, 6. Bundeskanzler der Bundesrepublik Deutschland (1982–1998), Friesenheimer Volksschule 1936–1940[5]
- Jennifer Frankhauser, Schlagersängerin, Mittlere Reife an der Kopernikus-Realschule 2011
- Daniela Katzenberger, Model, Sängerin und Darstellerin verschiedener Sendungen, Mittlere Reife an der Kopernikus-Realschule 2002[6]